# Leonardo Patterson
Leonardo Augustus Patterson (Cahuita, Costa Rica; 1942 - Bautzen, Alemania; 11 de febrero de 2025), fue un controvertido comerciante de antigüedades que se especializa en artefactos precolombinos, acusado de tráfico de piezas que provienen de decenas de países.

## Biografía
Patterson nació en 1942. Hijo de padres jamaicanos, se crio en Cahuita, Costa Rica. Patterson comenzó a trabajar como aprendiz de joyero, y pasó a trabajar como intermediario de antigüedades a medida que se familiarizó con una gama más amplia de objetos, consolidándose más tarde como comerciante y coleccionista de objetos arqueológicos a nivel internacional.

### Carrera en el coleccionismo
Patterson comenzó a comerciar a gran escala en Nueva York, en las décadas de 1960 y 1970, cuando las restricciones al comercio de antigüedades eran flexibles. En la década de 1970, se endurecieron las restricciones a la exportación de artefactos arqueológicos conforme más países se interesaron por lo que estaba sucediendo con su patrimonio cultural. En 1983, Estados Unidos firmó una convención de la UNESCO sobre la exportación ilegal de bienes culturales.
En 1985, con el apoyo de Yoko Ono, realizó una exposición antropológica en Nueva York, con objetos de la cultura bribri de Costa Rica. También hizo comercio de piezas artísticas, aunque muchas de estas han sido reportadas como falsas.

### Acusaciones de tráfico de patrimonio y fraude
En 1980, Patterson estuvo involucrado en un plan multimillonario de evasión fiscal australiano relacionado con una colección de antigüedades mesoamericanas de origen no procedente que fueron donadas a la Galería Nacional de Victoria. En 1984, Patterson fue acusado por el FBI de intentar vender un fresco maya falso a un comerciante de arte, por lo que fue sentenciado a libertad condicional. En 1985 fue declarado culpable de importar huevos de tortugas marinas en peligro de extinción a Estados Unidos.
También fue sentenciado y arrestado en prisión preventiva en 1985 por traficar una pieza precolombina en el aeropuesto de Dallas-Fort Worth. A partir de esto se trasladó a Alemania.
En 1995 fue nombrado agregado cultural de las Naciones Unidas, antes de que las preguntas sobre su pasado le hicieran dimitir y empezara a pasar más tiempo en Europa, especialmente en Alemania.
Patterson realizó una exposición de patrimonio arqueológico precolombino de América Latina, en Santiago de Compostela, España, en 1997. La exposición se denominó La Cultura en el Tiempo. América Prehispánica. El catálogo de la exposición fue analizado por el Instituto Nacional de Antropología e Historia de México, señalando que entre estas piezas había patrimonio arqueológico de México, y se comenzaron trámites para recuperar dichas piezas a través de la Procuraduría General de la República (PGR). A partir de esto, Leonardo Patterson movió la exposición a Múnich, Alemania, la cual fue asegurada por las autoridades a partir de una solicitud diplomática. Expertos mexicanos revisaron físicamente la colección de 1,029 objetos, encontrando que 691 eran parte del patrimonio mexicano, incluyendo 252 de manufactura reciente y 86 con estilos de culturas centroamericanas. Asimismo había piezas de reciente creación, como una cabeza colosal que Patterson había vendido a un ciudadano alemán como auténtica del periodo olmeca. Debido a esto último, fue condenado por fraude.
Siguieron varios casos legales, incluida la devolución de artículos a México y Perú, en particular un tocado de la cultura moche dorado en forma de pulpo recuperado con la ayuda de Michel van Rijn.